# I delitti del chiodo cinese
I delitti del chiodo cinese (titolo originale The Chinese Nail Murders) è un romanzo poliziesco del 1961, scritto in inglese dallo scrittore e diplomatico olandese Robert van Gulik. Il romanzo fa parte della serie di gialli storici dedicati al giudice Dee, personaggio ispirato alla figura storica del cancelliere cinese Di Renjie (狄仁傑 in lingua cinese), vissuto nel secolo VII al tempo della Dinastia Tang.

## Trama
Il Giudice Dee da qualche tempo svolge il suo ruolo di magistrato nella città settentrionale di Pei-chow, poco distante dai confini dell'Impero cinese. Durante una udienza del mattino, Yeh Pin, di professione cartolaio, racconta al giudice della macabra scoperta appena fatta da lui e dal fratello Yeh Tai. Recatisi in casa della sorella, i due uomini hanno scoperto un terribile omicidio, e adesso accusano il cognato di essere fuggito dalla città dopo aver decapitato la moglie e aver nascosto la testa. Il marito della donna, un antiquario di nome Pan Feng, era stato visto il giorno precedente da Kao, il guardiano del Quartiere Meridionale, correre per la strada con una sacca di pelle.
Il caso dell'omicidio della donna non è l'unico di cui si sta occupando il giudice: da qualche giorno è scomparsa la giovane Lien-Feng, figlia del capo della corporazione Liao. La ragazza si trovava al mercato della città assieme alla governante ed era sparita tra la folla, lasciando il fidanzato disperato.

## Edizioni
- Robert van Gulik, The Chinese Nail Murders, University Of Chicago Press, 1977,  p. 220, ISBN 978-0-226-84863-1.
- Robert van Gulik, I delitti del chiodo cinese, traduzione di Carmen Iarrera, collana I Classici del Giallo Mondadori, n. 608, Mondadori, 1990,  p. 190.
- Robert van Gulik, I delitti del chiodo cinese, traduzione di Carmen Iarrera, collana in-Asia/Gialli, O barra O edizioni, 2012,  p. 224.